# 塘沽路
塘沽路是中国上海市跨虹口区和靜安区的一条街道，东西走向，东起大名路，西至浙江北路。长1840米，宽9.3米到14.6米。
塘沽路最初修筑于1848年，这一年美国圣公会主教文惠廉向上海官府索得虹口为美国租界。该路即以文惠廉命名为文监师路或蓬路（英語：Boone Road）。1943年汪精卫政府接收租界时以天津市地名改名为塘沽路。
塘沽路沿路多为里弄住宅。1880年代，美国监理会购进土地兴建中西书院，而在虹口拥有大片地产的广东富商徐润破产，地产为日本商人购买。塘沽路309号为日本人居留民团旧址。380号（乍浦路口）为19世纪末建造的工部局西童女子学校。387－401号为1930年代建造的小浦西公寓。